# جی. دبلیو پیرس
جی. دبلیو. پیرس (انگلیسی: G. W. Pierce؛ زادهٔ ۱۱ ژانویهٔ ۱۸۷۲ درگذشتهٔ ۲۵ اوت ۱۹۵۶) یک فیزیکدان و مخترع اهل ایالات متحدهٔ آمریکا بود.